# Lenia Major
Pour les articles homonymes, voir Major (homonymie).
 (janvier 2020).
Œuvres principales
- "Une bouteille à la mer", roman, Éditions Slalom (2020)
- "Bienvenue Edmonde", Éditions Gautier Languereau, (2022)
- À l'orée des fées, 2006
- Les mondes d'Animalia 1 à 6 : Éditions Playbac
- Le Prince des maudits : La fille de l'araignée, 2010

Lenia Major est une écrivaine française née en 1971, auteur de littérature pour la jeunesse et de romans young adult.

## Biographie
Lenia Major rédige des romans, des séries fantasy ainsi que des albums.
Ses textes sont également publiés dans les magazines jeunesse comme Moi je Lis, Pirouette (Milan), Mes premiers j'aime Lire, Pomme d'Api (Bayard), Winnie, Charlotte aux fraises, Boule et Bill, Pif gadget...
Ses albums et romans sont traduits en une dizaine de langues.

## Publications
- Arrête de rigoler, nom d'un bananier ! Gründ éditions, (2025)
- Les Feuilles de nos vies, Le grand Jardin Editions, (2025)
- Le patchwork de mamie Rosalinde, Editions Circonflexe, (2024)
- Les porteurs de mots doux, Langue au chat, (2024)
- Ma Douce Etoile - : La caverne magique - Ambre entre en scène, Langue au chat (2024)
- Ma Douce Etoile - : La caverne magique - Jade sauve le jeu, Langue au chat (2024)
- Vis ma vie de chien, Poulpe Fictions, (2023)
- La blanquette au petit Chaperon rouge, Le Crayon à roulettes, (2023)
- La Truffe 7, Gulf Stream éditions, (2023)
- Les Papiliers, Au vol, Gulf Stream Edittions (2023)
- Si seulement... , Le Crayon à Roulettes, (2022)
- Le jour des Câlinous, Circonflexe éditions, (2022)
- Bienvenue Edmonde, Éditions Gautier Languereau, (2022)
- Dans la Forêt, viens..., Éditions Le Grand Jardin, (2022)
- Le truc, Éditions Gautier Languereau, (2022)
- Opération pas de machine à laver !  (2021)
- Le Sanctuaire de Nienor tome 2 : Les arènes de Kharidja (2021)
- Les Mondes d'Animalia 6 : La malédiction du coeur de pierre (2021)
- Une bouteille à la mer, roman, Éditions Slalom (2020)
- Princesses et animaux fantastiques, recueil, Hemma Éditions (2020)
- La Brigade Anti Écrans,  Éditions Gautier Languereau (2020)
- La Princesse mécanique, Mage Edition (2020).
- Il faut dormir maintenant, Éditions Gautier Languereau (2020)
- A vos masques les doudous, Éditions Circonflexe (2020)
- Dans mon petit jardin, Éditions du Ricochet (2020)
- Aventures dans la Forêt Millénaire, Hemma Éditions (2019)
- Une terrible envie de loup, Éditions du Ricochet (2019)
- Les mondes d'Animalia 5 : Les licornes et le monde minuscule,Éditions Playbac (2019)
- Le Sanctuaire de Nienor, tome 1, Braconnage à Salines, Mage éditions (2019)
- La Fée de la Forêt Oubliée, Mage éditions (2019)
- Les Aventures d'Hubert le ver de terre, Éditions Circonflexe (2019)
- Les mondes d'Animalia 4 : La jeune licorne rebelle, Éditions Playbac (2019)
- Les missions de Lord Ken Ott 4, Au Pôle Nord, Éditions Hemma (2018)
- Les missions de Lord Ken Ott 3, Le Père Noël, Éditions Hemma (2018)
- Captifs, Samir Éditeur (2018), Prix Gayant Lecture[2] 2019
- Aventures au Royaume Lointain, Éditions Hemma, (2018)
- Les mondes d'Animalia 3 : Les licornes de Magiterre, Éditions Playbac (2018)
- Les missions de Lord Ken Ott 1 :L'île aux chats, Éditions Hemma (2018)
- Les missions de Lord Ken Ott 2 :Le château hanté, Éditions Hemma (2018)
- Amis pour la vie, Éditions Circonflexe (2018)
- La fille aux licornes, Éditions Talents Hauts (2018)[3]
- Les mondes d'Animalia 2 : Les tigres et le sanctuaire des ours, Éditions Playbac (2018)
- La photo de classe, Éditions du Ricochet (2017)
- Un boulot pour les animaux du zoo, Éditions Lire c'est partir (2017)
- L'heure des papapis, Éditions Circonflexe (2017)
- Les aventures d'un doudou autour du monde, Éditions Circonflexe (2017)
- Caballero, Éditions Michel Laffon (2017)[4]
- Les mondes d'Animalia 1 : Les licornes et la menace du griffon, Éditions Playbac (2017)
- Le Blog des rosiers 8 : Le nouveau, Éditions Hemma (2017)
- Le Blog des rosiers 7 : Le jardinier impoli, Éditions Hemma (2017)
- e Blog des rosiers 6 : Un drôle de voleur, Éditions Hemma (2017)
- Le Blog des rosiers 5 : Super tricheurs, Éditions Hemma (2017)
- C'est mon frère, Éditions du Ricochet (2016)
- Chichi Poilu, Maison Eliza (2016)
- Le Blog des rosiers 4 : Disparition au Château Fort, Éditions Hemma (2016)
- Le Blog des rosiers 3 : Le Mystère de la Licorne, Éditions Hemma (2016)
- Blog des Rosiers 2 - Blog'n Roll, Éditions Hemma (2016)
- Blog des Rosiers 1 - Des fantômes à l'école, Éditions Hemma (2016)
- Mangez des Pommes, Éditions Vert Pomme (2016)
- Caballero, Samir Éditeur (2016)
- Mes plus belles histoires de danseuses, Éditions Hemma (2016)
- Mon chat et moi, Éditions Hemma (2016)
- Mon chien et moi, tome 6, Éditions Hemma (2016)
- Mon chien et moi, tome 5, Éditions Hemma (2016)
- L'île aux aventures, Éditions Hemma (2015)
- Pour te dire…, Éditions La Pimpante, (2015)
- Atchoum, Samir Éditeur (2015)
- Mon cheval et moi, Éditions Hemma (2015)
- La Fille aux Licornes, Éditions Talents Hauts (2015)
- Galaxine et les anneaux de Saturne, Éditions Balivernes (2014)
- 7 histoires qui font danser les filles, Éditions Hemma, ouvrage collectif (2014)
- 100 histoires dans la forêt enchantée, Éditions Hemma, ouvrage collectif (2014)
- Merveilleux monde de Princesses, Éditions Hemma, ouvrage collectif (2014)
- L'étoile d'Argent, Samir Éditeur (2014)
- Un merveilleux Noël - 24 histoires, Éditions Hemma, ouvrage collectif (2013)
- Tibo et le mage Dyslexis , Éditions D'abord des enfants (2013)
- 16 histoires de belles Princesses, Éditions Hemma, ouvrage collectif (2013)
- 15 histoires de chevaux, Éditions Hemma, ouvrage collectif (2013)
- Abandonnés, Éditions D'abord des enfants, livre numérique (2012)
- La Fille aux Licornes tome 3 : L'Affrontement, Éditions Talents Hauts (2012)
- Contes et histoires de Pomme d'Api, Éditions Bayard Jeunesse, ouvrage collectif (2012)
- Suffit la bagarre !, Samir Éditeur, (2012)
- Histoires pour rêver, Éditions Caramel, ouvrage collectif (2012)
- Charles Attan, Éditions D'abord des enfants, livre numérique (2012)
- La fée sans ailes, Éditions Lire c'est partir (2012)
- Petit bout de Maman, Éditions Tournez La Page (2012)[5]
- Jo la Tignasse, Éditions D'abord des enfants, livre numérique (2012)
- Duboulon et Miss Ferraille, Éditions D'abord des enfants, livre numérique (2012)
- La Fille aux Licornes tome 2 : La Poursuite, Éditions Talents Hauts (2012)
- Un an et un jour, Éditions D'abord des enfants, livre numérique (2012)
- Si j'étais, Éditions D'abord des enfants, livre numérique (2012)
- Le Tissu de mensonges - La rose fanée, Éditions D'abord des enfants, livre numérique (2012)
- La Cuisine des héroïnes, Éditions MiC_MaC (28 novembre 2011)
- La Cuisine des héros, Éditions MiC_MaC (28 novembre 2011)
- 16 histoires de belles Princesses, Éditions Hemma, ouvrage collectif (2011)
- Le Prince des maudits tome 2 : Emil le clairvoyant, Éditions Balivernes (2011)
- La Fille aux Licornes tome 1 : La Rencontre, Éditions Talents Hauts (2011)
- L'Arbre aux serments, Éditions Rouge Safran (2011)
- Lou Chérie ne veut pas de lunettes, Éditions Tournez la page (2011)
- Le club des fantômes ; Sauvez les murs, Éditions MiC_MaC (2011)
- Le club des fantômes ; Dans de beaux draps, Éditions MiC_MaC (2011)
- Les justiciers de quatre heures et demie, Éditions Bayard Poche (2011)
- Sortilège pour un chien, Éditions D'abord des enfants, livre numérique (2011)
- Voler, c'est pas sorcier !, Éditions Hemma (2010)
- Menteur, Menteuse, Éditions MiC_MaC (2010)
- Le clown et la ballerine, Éditions MiC_MaC (2010)
- Histoires du soir, Éditions Hemma, ouvrage collectif (2010)
- Les 7 aventures d'Alexine l'apprentie magicienne, Éditions Hemma (2010)
- Le prince des Maudits tome 1 : La fille de l'araignée, Éditions Balivernes (2010)[6]
- Les missions de Lord Ken Ott, Éditions MiC_MaC (1er septembre 2010)
- Edmond et Clara, Éditions Hemma (2010)
- Merci Hector, Poney en or !, Éditions D'abord des enfants, livre numérique (2010)
- Même pas peur !, Éditions MiC_MaC, ouvrage collectif (2010)
- Geoffrey Le Mauvais, éditions Averbode (1er mai 2010)
- La Bouilloire Cantatrice, Éditions MiC_MaC (2010)
- Le don maudit, Éditions MiC_MaC dans la collection même pas peur (21 janvier 2010)
- Eva le petit rat, Éditions D'abord des enfants, livre numérique (2010)
- Les Dissi, les Dlaba et la rivière !, Éditions Averbode (2009)
- Les du Merle et les Youyou, Éditions Anna Chanel (2009)
- Un vrai chat, Éditions Anna Chanel (2009)
- Le Noyé du moulin, éditions Averbode (2009)
- Le Domaine des dragons, éditions Talents Hauts (2008)
- Deux princes, un royaume, Gecko éditions (2008)
- Ipopott et le train du sommeil (2008)
- Devant chez moi, Balivernes éditions (2008)
- Pour Hanaé, Gulf Stream éditeur (2008)
- Ipopott, le Noël enchanté (2007)
- Ipopott, je m'appelle Ipopott, livre 6 puzzles (2007)
- Magie à l'hôpital, ouvrage collectif (2007)
- 24 Histoires de Noël, éditions Lito, ouvrage collectif (2007)
- Mieux qu'un jouet, Balivernes éditions (2007)
- Mieux que dix fées, Balivernes éditions (2007)
- Le Petit Homme dans l'ascenseur, Balivernes éditions (2007)
- Ittuq, Noé, Saanan, éditions du GRAD, ouvrage collectif + CD, (2006)
- À l'orée des fées, Balivernes éditions (2006)
- La Lettre mystérieuse, Rageot (2006)
- Zacchary l'Ourson Précoce éditions Laguasso (2005)[7]
- magazines : Charlotte aux fraises, Boule et Bill, Pirouette, Pomme d'Api, Mes premiers j'aime lire, Winnie, Rouzig, Hello Kitty, Pif gadget.

## Prix et distinctions
- Prix Gayant Lecture 2019[2] pour Captifs